# Antonio Pedrera Soler
Antonio Pedrera Soler (Orihuela, 1925 - ibídem, 20 de noviembre de 2013) fue un empresario español. Creador de la marca Drape Coti, en su fábrica trabajaron más de 1.000 empleados.

## Biografía
Nacido en el seno de una familia humilde del barrio del Rabaloche, en Orihuela, estudió en el Colegio de la Misericordia, junto a la iglesia de Nuestra Señora de Monserrate, para pasar luego al Oratorio Festivo y, más tarde, al colegio de Antonio Casanova. Ingresó en el Instituto de Primera Enseñanza del Colegio Santo Domingo y, más tarde, en Jesús María. Como anécdota, se cuenta que en vacaciones acudía como aprendiz al Colegio de Tejidos, «La Tienda Blanca», de la calle Mayor, donde a Miguel Hernández pues era familia de los propietarios, los Gilabert. Acabada la Guerra Civil, contaba con 14 años. Fue entonces cuando ejerció multitud de oficios: carpintero, mecánico, herrero; hasta vendió trapos para ganarse la vida. Emigró a Barcelona y llegó hasta Rusia, siempre relacionado con el mundo del textil, de la mano de su socio, Ramiro Tío. Entre ambos crearon un fructífero negocio textil, con preferencia para los abrigos y trajes de señora. Con la marca Drape Coti' los socios llegaron a estar entre los empresarios más importantes de la provincia de Alicante. Casado con Josefina Sánchez, tuvo tres hijos: Manuel, Antonio y Fernando. Tras la muerte de su esposa, volvió a casarse con María del Carmen Martínez y tuvo otros tres descendientes: Francisco, Gonzalo y Andrés.

### Astoria
Hacia mediados de la década de 1950, Pedrera abrió una de las tiendas de textil más importantes de Orihuela: Astoria, que perduró más de medio siglo entre sus manos, después de su fallecimiento, sus descendientes de su primera mujer continuaron con la marca manteniendo la tienda textil en torrevieja hasta 2020. Estos mantienen su legado en el mundo textil.
Concejal durante la Dictadura, impulsó proyectos como el actual polideportivo.

### Drape Coti
Copropietario de Drape Coti, con más de un millar de empleados durante la década de 1960 y 1970, talleres que amplió por otras poblaciones de la comarca (Bigastro, Jacarilla, Benejúzar), antes de diversificar sus negocios, que pasaron por la construcción o la cultura. «Las Ramblas» y «Villamartín» fueron dos de los primeros campos de golf con los que contó la Vega Baja y la provincia de Alicante y entre otras marcas de ropa de la compañía figuran: Tricup, Radical Chic, Canoe Ltd, Whispering Smith o Jolifly.
En sus últimos años, comenzó una tarea benefactora para que parte de su legado quedase en Orihuela. Así, en 1997 creó la Fundación Pedrera, junto al Obispado de Orihuela-Alicante, para el desarrollo de la cultura y la educación; en Jacarilla cedió al Ayuntamiento el Palacio de los Marqueses de Fontalba; y, también en Orihuela, en 2011 llegó a un acuerdo con la entonces alcaldesa, Mónica Lorente, para la cesión de sus cuadros y del Palacio Sorzano de Tejada. El ayuntamiento lo propuso para la concesión de Hijo Predilecto de la Ciudad con carácter vitalicio.

## Distinciones
Caballero de la Orden de San Antón, Oriolano de Honor en Murcia, miembro destacado de la Cámara de Comercio y propietario de algunos edificios nobles de la ciudad, como el Palacio Sorzano de Tejada, reconvertido en Museo Pedrera –los cuadros fueron una de sus grandes pasiones y era uno de los coleccionistas privados más importantes de España–.